# Brejinho de Nazaré

Brejinho de Nazaré este un oraș în Tocantins (TO), Brazilia.